# Bill Ponsford
William Harold Ponsford, MBE (Melbourne, 19 ottobre 1900 – Kyneton, 6 aprile 1991), è stato un crickettista australiano, unico giocatore ad aver raggiunto ed oltrepassato il record per il maggior punteggio individuale nel cricket di prima classe.
Prominente nel ruolo di battitore d'apertura, sviluppò una duratura e proficua collaborazione come battitore d'apertura per la Victoria e l'Australia assieme a Bill Woodfull, suo amico e capitano di squadra.
Eccetto Brian Lara, è l'unico uomo ad aver totalizzato 400 corse nel turno di battuta in due occasioni. Ponsford detiene il titolo Australiano per la collaborazione nel test cricket, stabilito nel 1934 con l'appoggio di Don Bradman— l'unico uomo riuscito a superare molti dei precedenti record individuali di Ponsford.
Nonostante fosse muscoloso, Ponsford era celere e fu considerato fra i più valenti giocatori di spin bowling. La sua mazza, molto più pesante di quelle ordinarie, fu soprannominata "La Grante Bertuccia" e gli permise di sfruttarne il peso come vettore per tagliuzzi poderosi.
In contrapposizione, molti esperti del settore inveirono su di lui per la sua carenza di dote per il fast bowling e il bowling inglese di tono basso, nella serie Bodyline durante 1932 ed il 1933, contribuì al suo ritirò dall'ambiente del cricket un anno e mezzo più tardi.
Ponsford era taciturno ma anche timido. Ritiratosi dal cricket, si allontanò per un certo periodo pur di evitare contatti col pubblico. Spese tre decenni a lavorare nel Melbourne Cricket Club, in cui era responsabile per le coordinazioni nel Melbourne Cricket Ground (MCG), località in cui molti giocatori hanno esibito il loro portento. Nel 1981 il Northern Stand nel MCG fu rinominato in WH Ponsford Stand per onorarlo e, nel 2005, una sua effigie fu collocata all'esterno del padiglione d'ingresso.
In riconoscenza per i suoi contributi, durante il periodo da giocatore, Ponsford fu introdotto nella Hall of fame dei giocatori di Cricket australiani.

## Personalità e stile
Soprannominato "Puddin'", un tipico dolcetto inglese, Ponsford era un uomo robusto e, durante la sua prestigiosa carriera, pesò costantemente 83 kilogrammi. Nonostante il peso, fu encomiato come un eccellente giocatore di spin bowling.
Fingleton scrisse, "Si era un poco accucciato al colmo ...  palpeggiò, impaziente, il terreno con la sua mazza, attendendo la palla, ed i suoi piedi erano tanto concentrati sul movimento da compiere che iniziarono impulsivamente a muoversi davanti prima che la palla rotolasse.
Fu lo spacco che delle volte lo rese aggressivo contro i bowler rapidi; nonostante ciò, i suoi scatti erano fenomenali, non ho mai visto un giocatore tanto abile nel gestire la palla ed ogni colpo alla palla era un ballo coordinatissimo.
Ponsford maneggiava una mazza del peso di ben 1.2 kilogrammi, soprannominata "Grade Bertuccia". I giocatori delle squadre avversarie spesso deridevano goliardi la sua mazza, insinuando un tentato affronto alle leggi del cricket e di fatto in una partita, a Sidney, fu constatato quanto fosse leggermente più larga alla norma consentita (lo si notò osservando attentamente, alla moviola, il colpo inferto alla palla dalla mazza).
Attraverso le sue corse in campo, Ponsford girava il suo berretto verso sinistra. Robinson commentò così: "se vedevi il picco all'angolo sbarazzino verso la sua sinistra, avresti potuto dire che stesse mirando al secondo migliaio".
Posnford, durante l'adempimento dei suoi doveri nella Royal Australian Air Force, scoprì di soffrire di daltonismo, impossibilitato alla distinzione tra verde e rosso. Il dottore esaminatore rimase allibito e gli chiese: "Quale colore distinguevi, sulla palla, dopo averla colpita? - Ponford gli rispose - "Non mi sono mai interessato al colore, ma alla sua grandezza".
Successivamente, gli fu diagnosticata la protanopia acuta.